# Kleszczów (Łódź)
Kleszczów is een dorp in de Poolse woiwodschap Łódź. De plaats maakt deel uit van de gemeente Kleszczów en telt 2000 inwoners.